# كروتاليز
الكروتاليز أو الكروتالات (بالإنجليزية: crotales)‏ هي آلات إيقاعية مكونة من أقراص مضبوطة الحدة من النحاس الأصفر أو البرونز. يبلغ قطر كل واحدة 10 سـم (4 بوصة) مع سطح مسطح ويصلها بالقاعدة عمود صغير. تعزف عادة عن طريق ضربها بمطارق إيقاعية، لكن يمكن أن تعزف بضرب قرصين ببعضهما مثل طريقة عزف الصاجات، أو بواسطة قوس. يشبه صوتها صوت جرس مضبوط، لكن صوتها أكثر حيوية ورنينا. الكروتاليز أكبر وأكثر سمكا من الصاجات، كما أن عليها نقوشا طفيفة. يأتي اسمها من كلمة اليونانية crotalon التي تعني كاستانيت أو خرشاشة.
الكروتاليز المعاصرة مرتبة كروماتيكيا ولها مجال قد يصل لأوكتافين. تتوفر عادة في مجموعة (أوكتاف واحد عادة) لكن يمكن ابتياعها منفردة. تعامل الكروتاليز كآلة تصويرية، بحيث تكتب مقطوعات الكروتاليز أدنى بأوكتافين عن الحدة المعزوفة، للتقليل من لتفادي الاستعمال المفرط للخطوط الإضافية.
جري الكروتاي هو نوع من الأجراس الصغيرة أغلبها من العصور الوسطى. وجد نوع آخر من الكروتال في أيرلندا ما قبل التاريخ. يتوفر المتحف الوطني الأيرلندي والمتحف البريطاني على عدة أمثلة معروضة تعود إلى العصر البرونزي المتأخر وبعده (حوالي 800 ق.م) وجدت في مجموعة آثار "Dowris Hoard" مع عدة آلات نفخ نحاسية، وهي أقراص برونزية يشبه شكلها خصية ثور. تحتوي المجموعة على 48 منها في حجمين. يوجد مثالان معروفان آخران فقط، كلاهما أيرلندي.

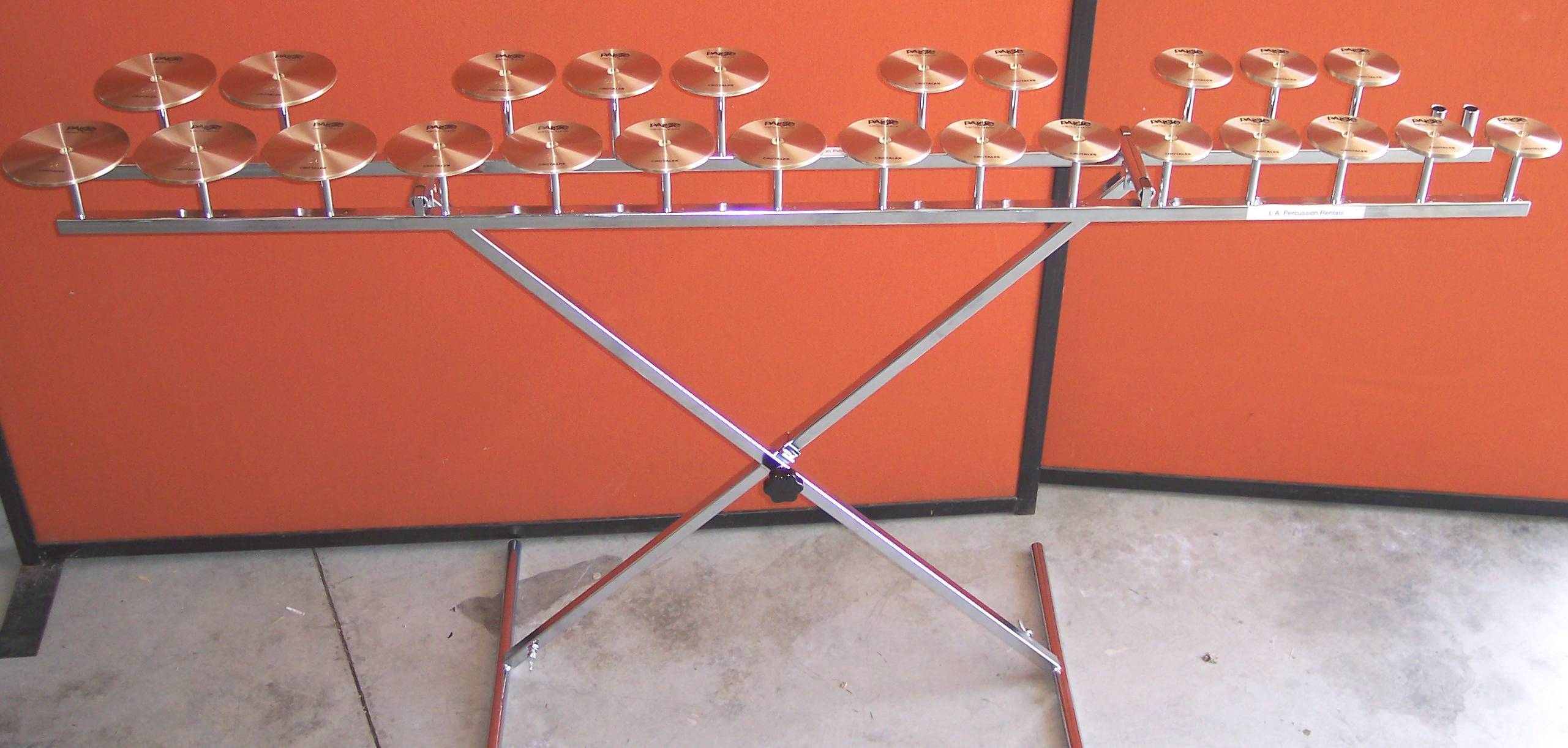
كروتاليز مجالها دو_{6}-دو_{8} (من صنع شركة Paiste).

## وصلات خارحية
- النطق الصحيح ل"crotales"